# Pachysphinx
Genre
Le genre Pachysphinx regroupe des insectes lépidoptères de la famille des Sphingidae, de la sous-famille des Smerinthinae et de la tribu des Smerinthini.

## Distribution
Le genre est connu dans toute l'Amérique du Nord. 

## Systématique
- Le genre Pachysphinx a été décrit par les entomologistes Lionel Walter Rothschild et Karl Jordan en 1903[1]. L'espèce type pour le genre est Pachysphinx modesta.

### Taxinomie
Liste des espèces
- Pachysphinx modesta - (Harris 1839)
- Pachysphinx occidentalis - (Edwards 1875)
- Pachysphinx peninsularis - Cary, 1963